# 23-001
23-001 (навантаження від осі 23 тс, № 001), нерідко позначається в літературі як УУ (Улан-уденській завод) — дослідний радянський вантажний паровоз типу 1-5-2 («Техас»), розроблений і побудований в 1949 на Улан-Уденському паровозоремонтному заводі. Проектування паровоза здійснювалося під керівництвом головного конструктора заводу — П. М. Шаройко. Характерною особливістю паровоза було високе осьове навантаження, яке досягало 23 т.
В 1950 році, після завершення тягово-теплотехнічних випробувань на «Бутовському» кільці ЦНДІ МШС, паровоз 23-001 надійшов для дослідної експлуатації в депо «Красний Лиман-Північ», де паралельно з паровозами серії ФД, успішно працював на ділянці «Красний Лиман — Основа», аж до 1960 року.